# Blephilia ciliata
Blephilia ciliata — вид квіткових рослин з родини глухокропивових (Lamiaceae).

## Біоморфологічна характеристика
Це багаторічна трав'яниста рослина, що досягає від 40 до 80 см у висоту. Листки сидячі, злегка зубчасті та м'яко запашні при подрібненні. Квітки цвітуть з травня по серпень. Колір пелюсток квітки може синім, пурпурним чи білим. 

## Поширення
Ендемік східної частини США (Алабама, Арканзас, Коннектикут, Джорджія, Іллінойс, Індіана, Канзас, Кентуккі, Массачусетс, Мічиган, Міссісіпі, Міссурі, Нью-Йорк, Північна Кароліна, Огайо, Оклахома, Пенсільванія, Теннессі, Вермонт, Вірджинія, Вісконсин).
Його місця проживання включають сухі відкриті ліси та хащі, галявини, поля та узбіччя доріг.

## Використання
Це традиційно використовувалося черокі для приготування припарок для лікування головного болю.

## Галерея

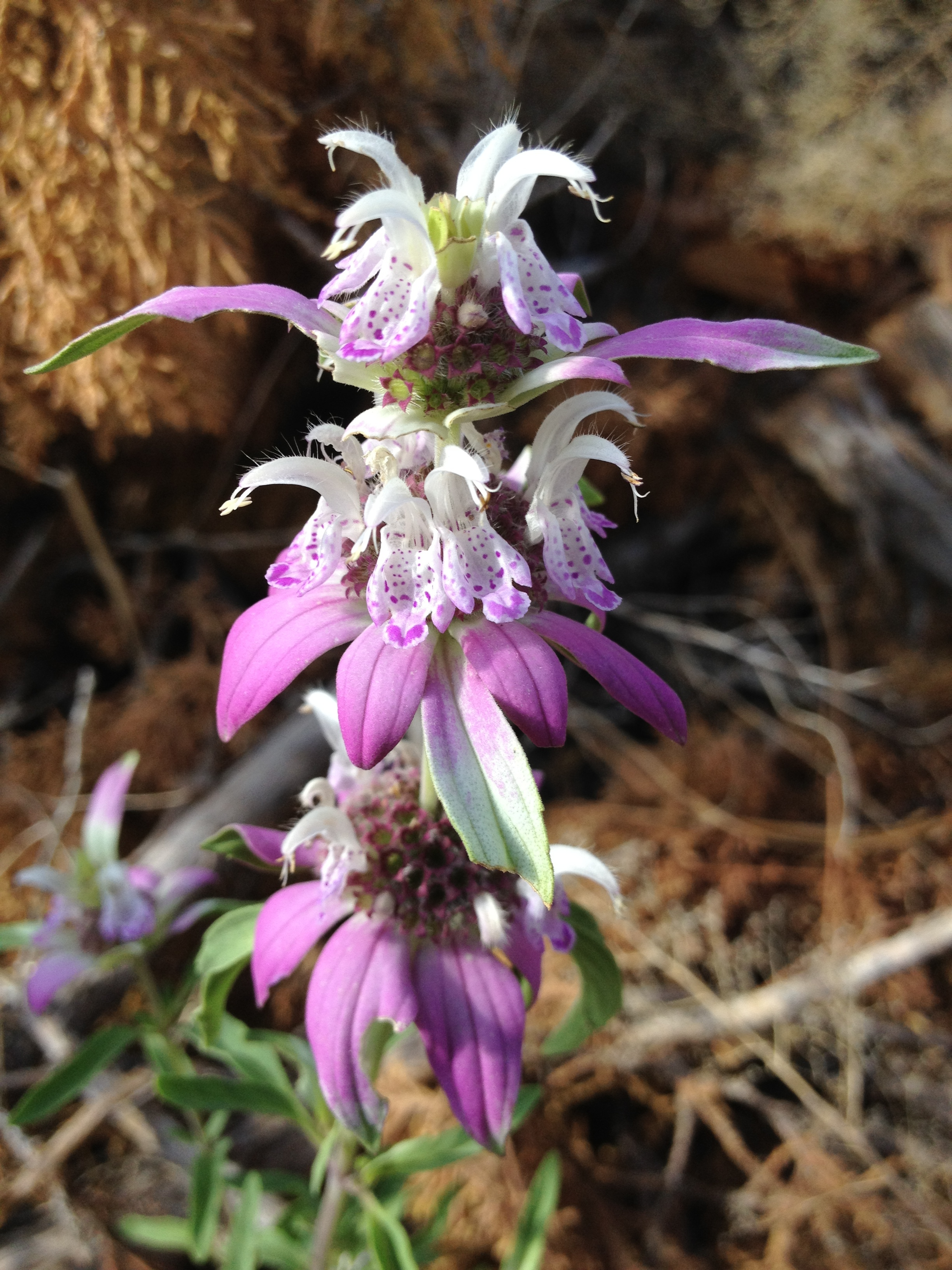
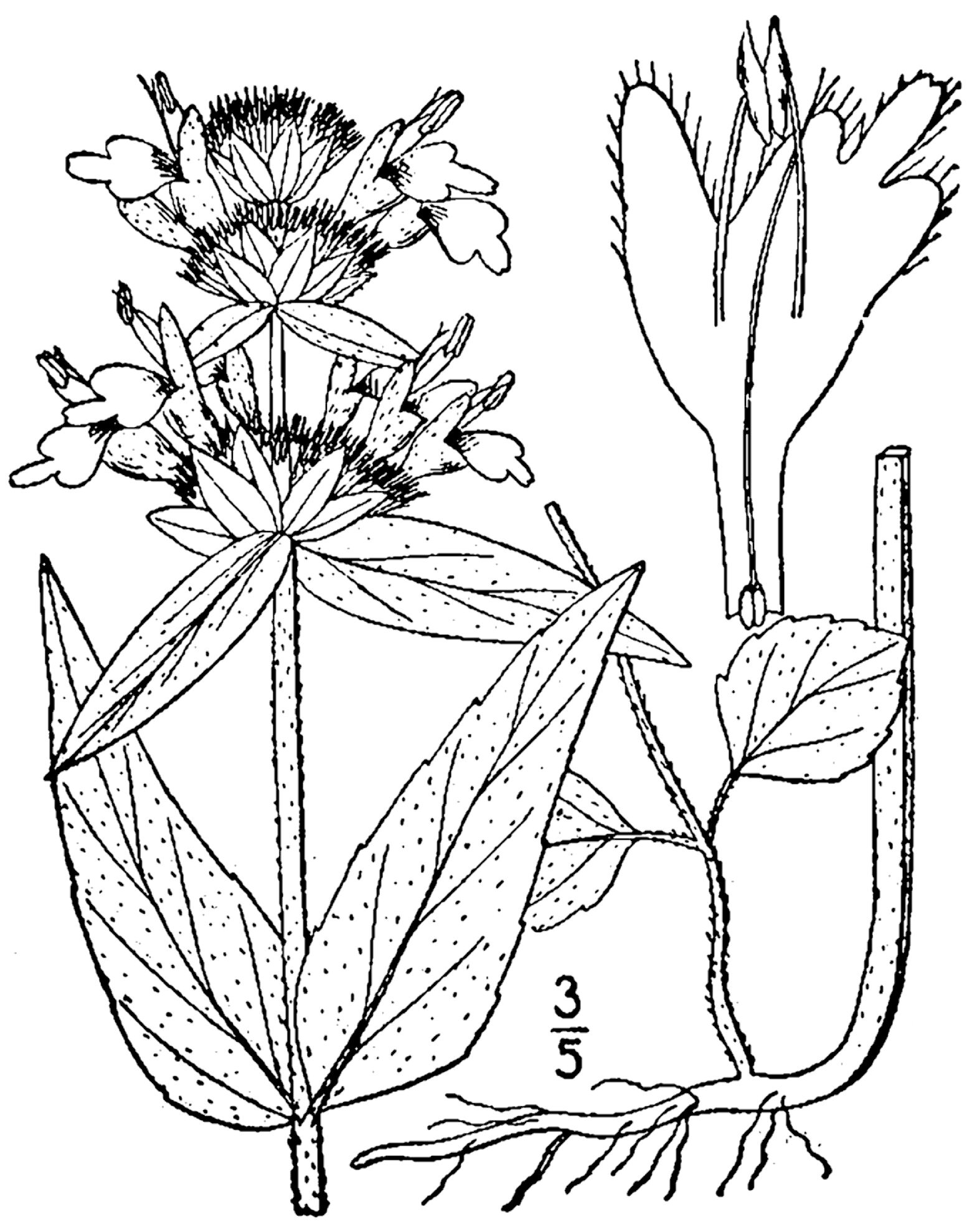